# ジョーク (小柳ルミ子の曲)
「ジョーク」は、小柳ルミ子の32枚目のシングルである。1980年10月21日にSMS Recordsより発売された。

## 概要
A・B面ともに、作詞・作曲は中村泰士が手掛けている。
1980年7月にCBSソニーからリリースされたジュディ・オングのアルバム『麗華の夢』にも同曲が収録されている。

## 収録曲
1. ジョーク
作詞・作曲：中村泰士、編曲：高田弘
2. Don't Worry -気にしないで-
作詞・作曲：中村泰士、編曲：高田弘